# Andorra Telecom
 Andorra Telecom  è l'unico operatore di telefonia fissa e mobile, televisione in abbonamento e Internet nel Principato di Andorra, che costituisce un monopolio nel campo delle telecomunicazioni nel Principato. È una società pubblica ed è di proprietà del governo di Andorra.
È inoltre la società incaricata della gestione delle infrastrutture tecniche della trasmissione televisiva digitale terrestre in Andorra, incaricata di portare su tutto il territorio sia i canali televisivi nazionali che alcuni canali DTT spagnoli e francesi. Ha anche un accordo con la società spagnola Telefónica per offrire la piattaforma di canali a pagamento spagnolo Movistar Plus+ in Andorra.
L'azienda è gestita da un consiglio di amministrazione con responsabilità dinanzi al consiglio generale di Andorra per la gestione, la direzione e la rappresentanza del servizio, nonché l'amministrazione e lo smaltimento dei suoi beni e risorse.

## Copertura della rete
Nell'ottobre 2018, aveva 38.464 linee telefoniche fisse contrattate, 81.697 linee telefoniche mobili e 34.624 linee Internet, tutte tramite FTTH, essendo un paese pioniere in cui tutti i cittadini hanno accesso a Internet tramite fibra ottica.

## Servizi
Trasmette attraverso un accordo tra altri canali televisivi: 
- Tutti i canali trasmessi a livello nazionale in Spagna dalla piattaforma Movistar Plus+ (pacchetto famiglia).
- Tutti i canali trasmessi dalla piattaforma Movistar Plus+ (pacchetto famiglia) a livello regionale in Catalogna.
- Tutti i canali trasmessi sul digitale terrestre in Andorra.